# Province de Misiones
Pour les articles homonymes, voir Misiones.
La province de Misiones est une province d'Argentine située dans le nord-est du pays. Elle est bordée à l'ouest par le Paraguay, à l'est du nord au sud par le Brésil et au sud-ouest par la province de Corrientes.

## Histoire
Avant la colonisation, le territoire de l'actuelle province de Misiones était peuplé par une ethnie guaranie. Le premier Européen à l'atteindre fut Sébastien Cabot, qui remonta le Río Paraná en décembre 1527 et atteignit les chutes d'Apipé, site de l'actuel Yacyretá. En 1541, Álvar Núñez Cabeza de Vaca parvint aux chutes d'Iguaçu.

Le Gouvernement des Missions Guaranies jusqu'en 1800, année de la perte de son autonomie, recouvrée assez rapidement en 1803

Les jésuites établirent des missions dans la région au XVIIe siècle. Il y créèrent rapidement trente villages chrétiens, les « réductions ». Les Guaranis, qui commençaient déjà à pratiquer l'agriculture, finirent par se sédentariser. Les missions jésuites ont donné son nom au territoire.
En 1814, Gervasio Antonio de Posadas, Directeur suprême des Provinces-Unies du Río de la Plata, annexa la région de Misiones à la province de Corrientes, créant un problème d'autonomie, qui se prolongea pendant soixante-dix ans. En 1830, les Misiones furent envahies par la province de Corrientes, puis occupées par le Paraguay en 1838. L'occupation se prolongea jusqu'à la guerre de la Triple-Alliance (1865-1870). Le Paraguay abandonna finalement ses prétentions sur le territoire de Misiones par le traité de paix signé avec l'Argentine en 1876.
Le 10 décembre 1953, la Loi 14.294 a promulgué la provincialisation du Territoire national de Misiones.

## Géographie
Sa surface fait de Misiones, la seconde plus petite province après celle de Tucumán.
Le plateau de Misiones constitue une partie du bouclier brésilien. Ses roches contiennent d'importantes quantités de fer, donnant au sol sa couleur rouge caractéristique. Au centre du plateau s'élève la Sierra de Misiones, dont le point culminant, 843 m, près de Bernardo d'Irigoyen, est le Cerro Rincón,, Ce dernier constitue le point le plus élevé non seulement de la province de Misiones, mais aussi de tout le nord-est argentin, ainsi que de toute la moitié orientale du pays. Et même si, à l'est en territoire brésilien, il y a des sommets plus élevés, il faut compter au moins une distance de plus de 1,000 kilomètres pour y accéder. Et cela, que ce soit au nord, au sud, à l'est ou à l'ouest. Le point le plus élevé du Paraguay (le cerro Peró) est presque aussi haut, mais celui de l'Uruguay (le Cerro Catedral) a une hauteur moindre de 330 m. En territoire argentin, il faut s'éloigner de 1 100 km vers l'ouest pour atteindre des sommets plus élevés (au nord de la Province de Córdoba), et vers le sud, il faut faire 1 500 kilomètres pour rencontrer des sommets supérieurs en altitude (dans les Sierras de Ventania).

### La forêt
La forêt subtropicale occupe 35 % du territoire de la province, et les causes les plus graves de sa disparition sont la déforestation massive et les pratiques agricoles sur brûlis.

### Les chutes
Les Chutes d'Iguazú, sont d'impressionnantes chutes localisées  à la frontière entre l'État brésilien du Paraná et la province argentine de Misiones, et situées dans le parc national d'Iguazú. Elles sont formées par 275 sauts pouvant aller jusqu'à 70 mètres de hauteur, nourris par le débit important de la rivière Iguazú.
De nombreuses autres cataractes se trouvent ailleurs dans la province, moins impressionnantes que celles de l'Iguazú, il est vrai, mais constituant des endroits appréciés des touristes et visiteurs ; citons notamment les chutes du Mocona et le Salto Berrondo près de la ville d'Oberá.

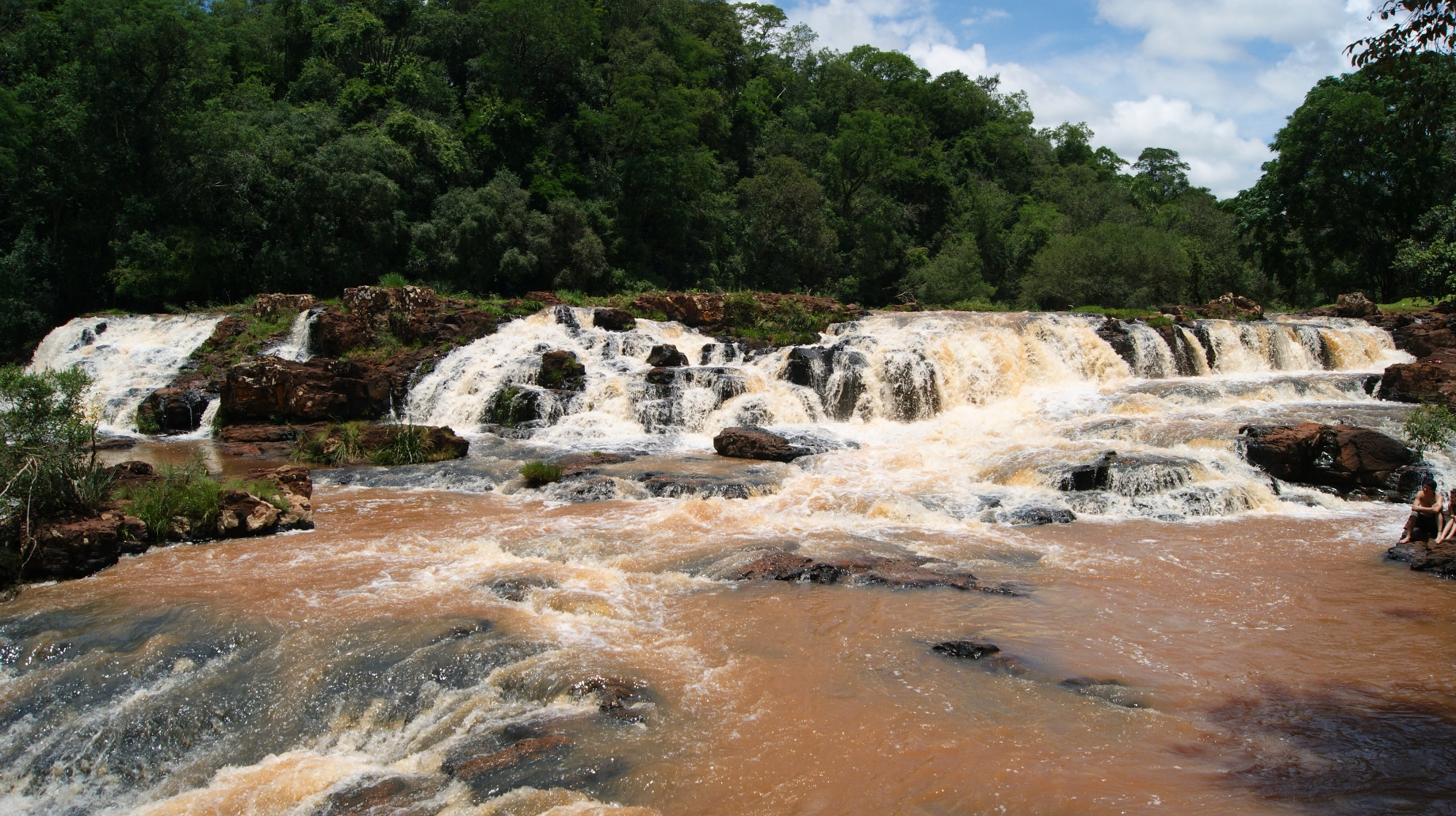
Saltos del Tabay sur l'arroyo Tabay, à 4 km de la petite ville de Jardín América qui possède de très bonnes infrastructures touristiques.

## Ressources hydriques

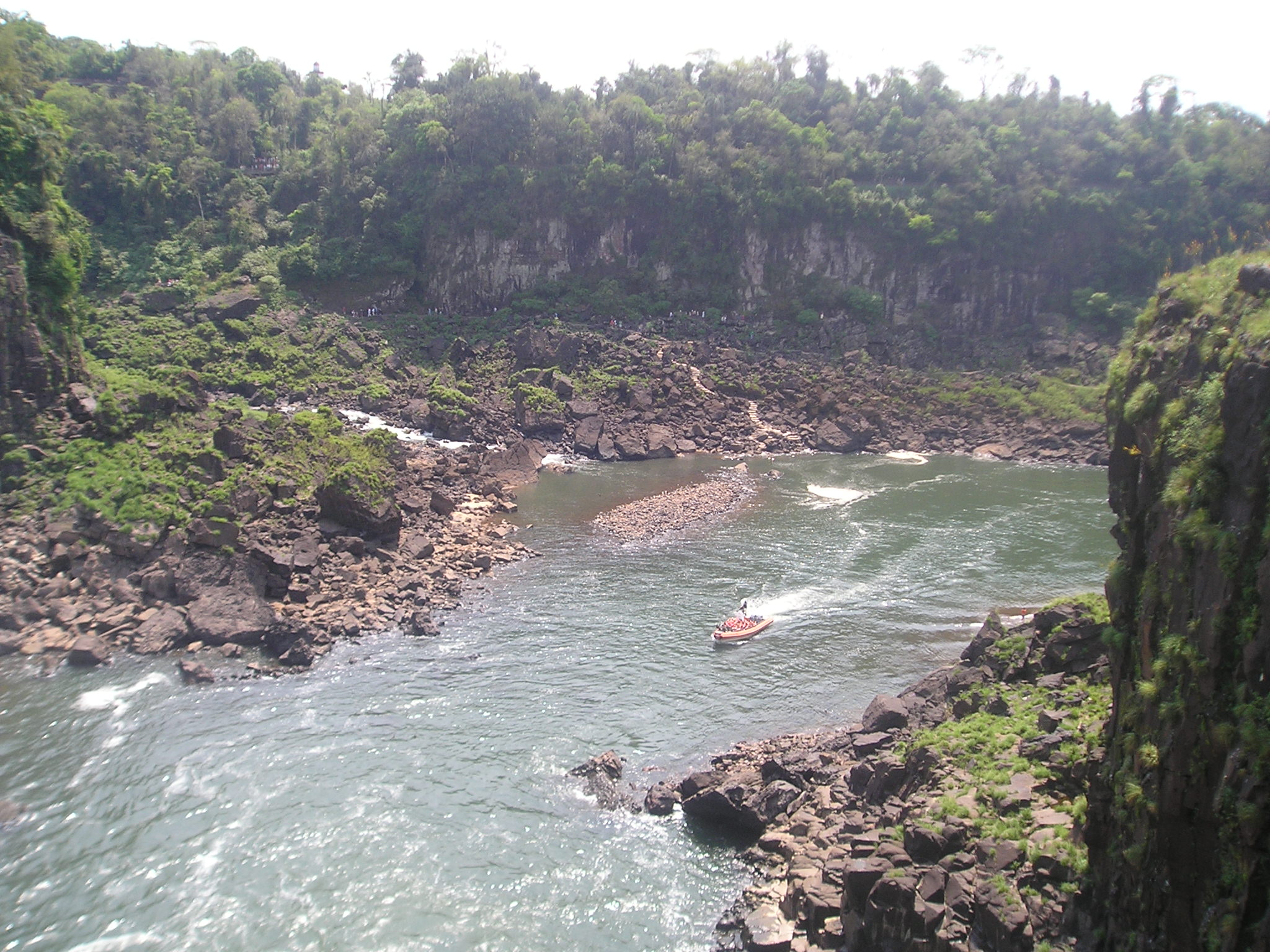
Le rio Iguaçu immédiatement en aval des cataractes.
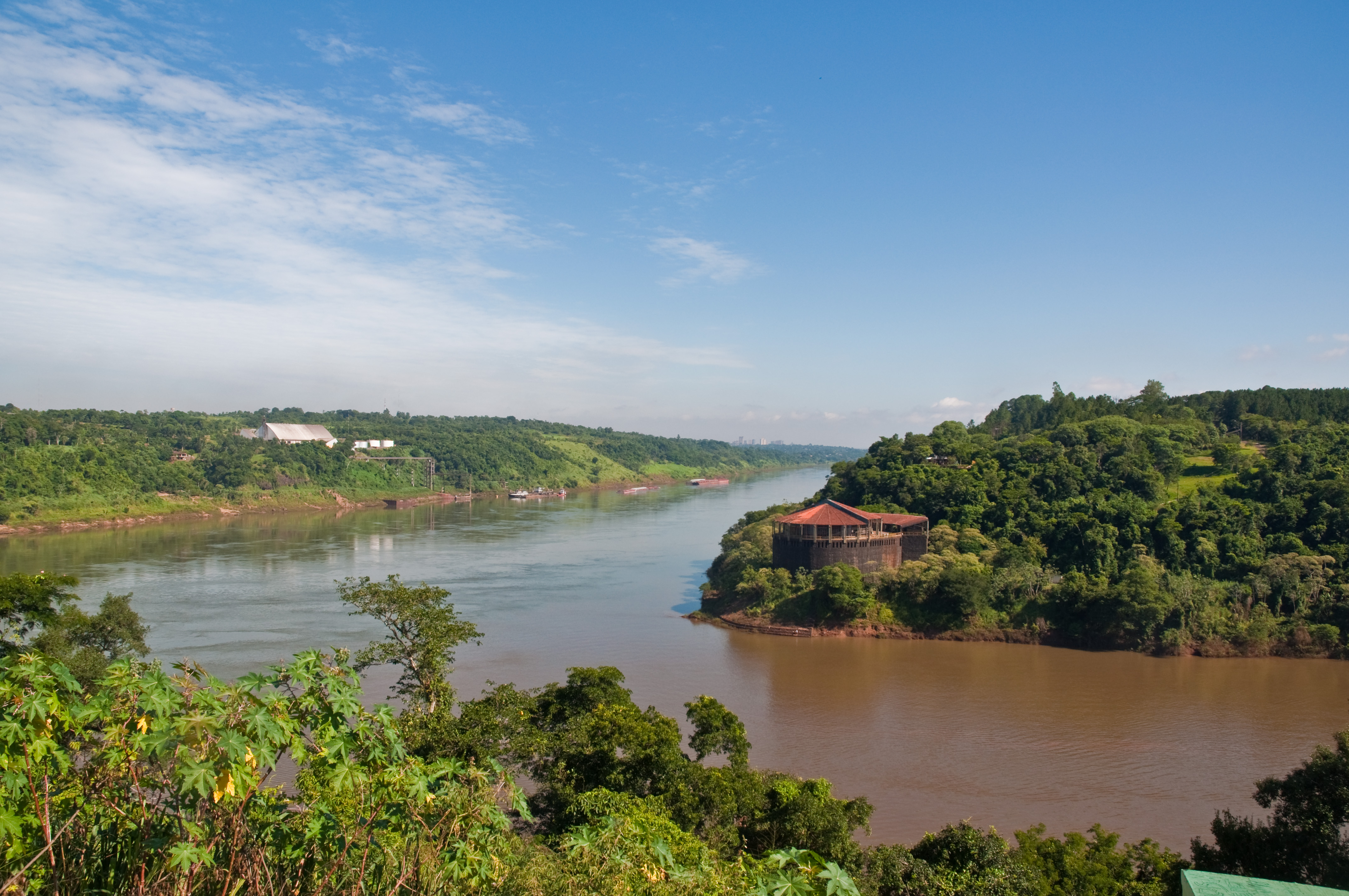
Confluence entre le río Iguazú et le río Paraná.
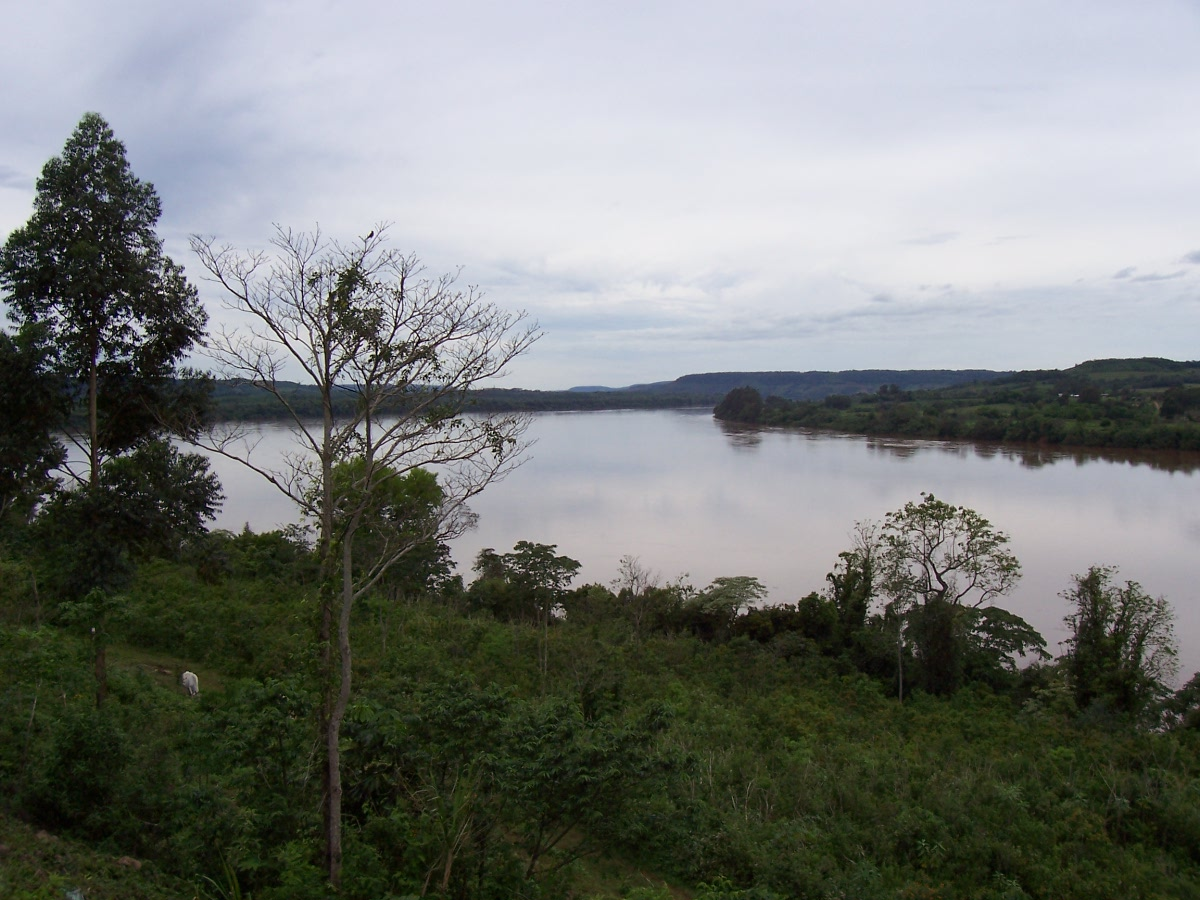
L'Uruguay à Panambi en province de Misiones. Au fond : le Brésil.

La province est traversée par trois grands cours d'eau: le Paraná, l'Uruguay et l'Iguazú, drainage naturel de grandes régions avec des pluies abondantes.

### Le château d'eau du nord-est argentin
Les ressources hydriques de la province sont énormes et les ressources hydroélectiques également. La pluviosité dépasse presque partout les 2 000 millimètres annuels et la topographie plutôt montagneuse a permis la formation de nombreuses chutes d'eau dont celles de l'Iguazú sont de loin les plus célèbres. Ce sont surtout les grands cours d'eau frontaliers qui apportent de l'amont (Brésil essentiellement) les masses d'eau les plus considérables. Les trois grand cours d'eau frontaliers réunis ont un débit cumulé de plus de quinze mille mètres cubes par seconde, soit deux fois autant que ce que roulent les cours d'eau de toute la France, et cela dans une province plus petite que la Belgique. Les importantes déclivités du terrain ont engendré un potentiel hydroélectrique important, surtout si l'on y associe celui des régions directement adjacentes du Brésil et du Paraguay (ce dernier pays comptabilisant encore plus de potentiel que la province grâce à la longueur du cours frontalier du Paraná, mais ayant il est vrai un territoire près de 18 fois plus étendu que la petite province de Misiones).
L'abondance de ces ressources hydriques et l'important potentiel hydroélectrique local - et des régions environnantes -, laissent augurer un avenir sans gros nuages pour la province et les régions adjacentes, lorsque surviendra le très probable épuisement des combustibles fossiles.
À noter qu'un nouveau barrage géant était en projet (2018) sur la frontière Misiones-Paraguay, le projet de barrage de Corpus Christi sur le Paraná, entre celui de Yacyretá en aval et d'Itaipu en amont.

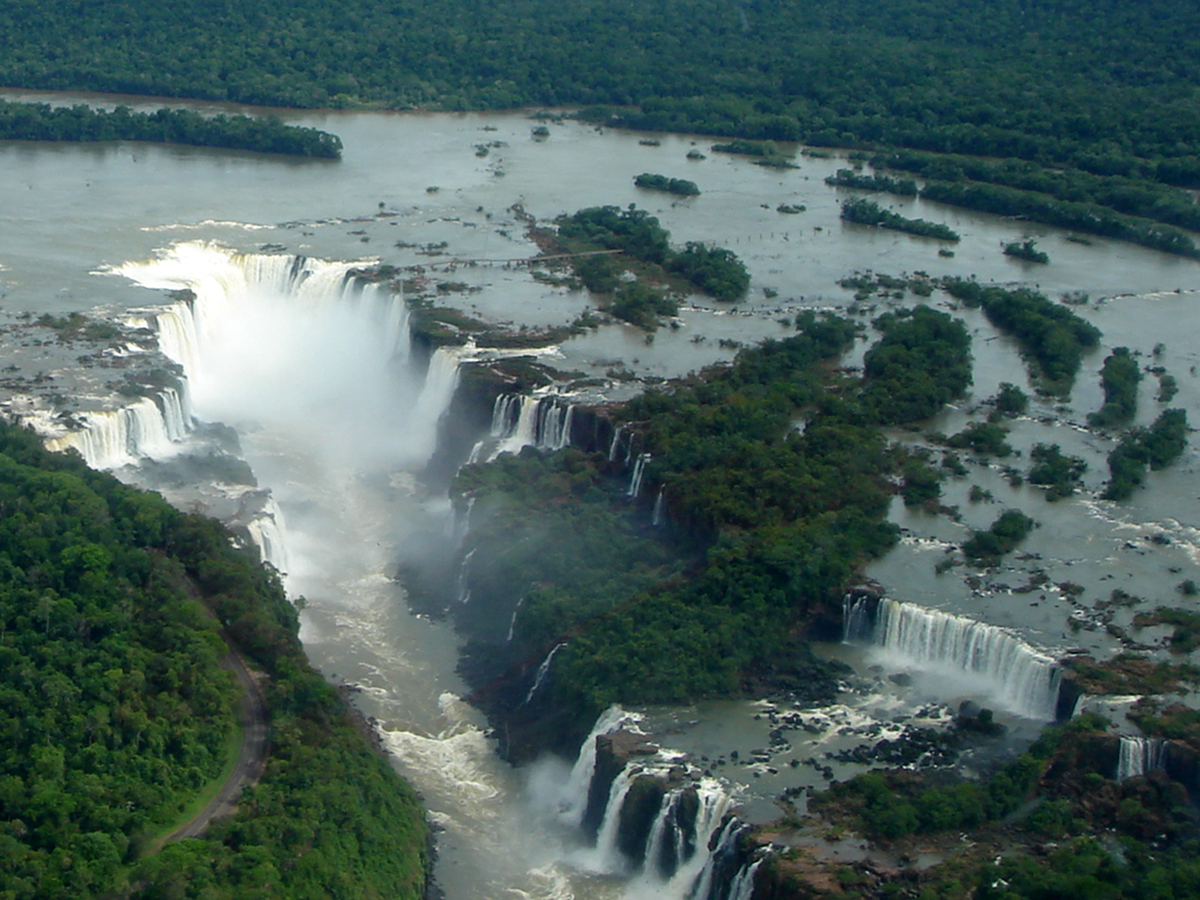
Vue aérienne des chutes d'Iguazú. Le territoire argentin se trouve à droite et dans la partie supérieure de la photo.

## Villes principales
Population en 2010 (entre parenthèses) :
- Agglomération de Posadas (344 833 hab.) : la capitale provinciale est devenue rapidement une grande cité très active. Elle se développa cependant tardivement et sa région fut une des dernières du nord-est argentin à se peupler. Le grand pont San Roque González de Santa Cruz, construit sur le río Paraná, la relie à sa voisine Encarnación, au Paraguay. Aujourd'hui sa croissance rapide se poursuit sans discontinuer.
- Oberá (66 112) : la ville porte le nom d'un cacique Guaraní qui dominait autrefois ces terres. C'est la capitale de la région des « Sierras Centrales » de la province ; elle est entourée d'une végétation exubérante, de ruisseaux, de cascades et de collines qui lui donnent un visage très pittoresque. La ville est aussi appelée « Ville des Églises » (Ciudad de las Iglesias), car elle possède plus de 30 temples. En juin 2009, le pape Benoît XVI l'a désignée comme siège d'un nouveau diocèse catholique.
- Eldorado (57 323). La ville se trouve non loin du Paraná, à 105 km de Puerto Iguazú, à 207 km de Posadas et à 1,185 km de Buenos Aires. Elle fut fondée par un Allemand du nom de Adolfo Julio Schwelm  originaire de Francfort. C'est une ville industrielle dont l'activité principale est centrée sur le travail du bois. La ville possède plus de 70 scieries. Elle possède aussi superbe parc, le Parc Municipal Adolfo Schwelm.
- Puerto Iguazú (41 062). La ville est située à la confluence du Rio Iguaçu et du Rio Paraná, le premier marquant la frontière avec le Paraguay, tandis que le second fixe la frontière avec le Brésil. Puerto Iguazú possède une bonne infrastructure pour le tourisme. C'est le point de départ pour admirer les Chutes de l'Iguazú qui se trouve à 18 km en aval de la ville, au nord du département homonyme, le Parc national de l'Iguazú, la Triple frontière et le Pont international de la Fraternité (ou Pont international Tancredo Neves) qui relie l'Argentine au Brésil.
- San Pedro (31 051)
- Apóstoles (27 001)
- Leandro N. Alem (23 339)
- Jardín América (22 762)
- San Vicente (21 068)
- Montecarlo (18 827)
- Puerto Esperanza (17 155)
- Puerto Rico (15 995)
- Wanda (15 529)
- Aristóbulo del Valle (12 375)
- Campo Grande (6 547)
- San Ignacio (6 312)
- Puerto Libertad (5 765)
- El Soberbio (5 065)

## Voies d'accès

### Par voie routière
Le passage vers le sud du pays, et avant tout avec Buenos Aires, se fait grâce aux routes nationale 12 et nationale 14. Loin au sud, c'est par la nationale 12 que l'on arrive au Pont Zárate-Brazo Largo sur le rio Paraná, à quelques kilomètres de la capitale.
Depuis la création du Mercosur et le développement du commerce vers le Pacifique et la Chine, le trafic routier s'accroît énormément dans la province qui comme sa voisine, la province de Corrientes, est située au cœur du "Cône Sud". La nationale 14 sert de corridor pour poids-lourds au sein du Mercosur.
La nationale 12 longe le rio Paraná du sud-ouest vers le nord-est, depuis Posadas jusqu'à la frontière du Brésil à Puerto Iguazú, et passe par l'important Parc national d'Iguazú. La route se termine au niveau du Pont international de la Fraternité qui franchit le río Iguazú.
La nationale 14 suit une direction presque parallèle mais au centre de la province, et passe donc par Oberá, deuxième ville de la province.
Les RN 12 et RN 14 sont reliées entre elles par la courte nationale 101 qui va du sud-est au nord-ouest ; elle passe donc également par le Parc national d'Iguazú et s'y termine.

### Par voie aérienne
Posadas a un aéroport, l'aéroport international de Posadas situé à 15 km du centre-ville, avec une longueur de piste de 2 250 mètres. En 2017, 211.264 passagers y ont atterri. L'aéroport offre des vols réguliers à destination de : 
- Buenos Aires : Aéroport Jorge-Newbery et aéroport El Palomar. (respectivement 23 et 7 vols hebdomadaires)
- Córdoba : Aeropuerto Internacional Ingeniero Ambrosio Taravella (4 vols par semaine)

La ville de Puerto Iguazú possède également un aéroport, l'aéroport des chutes d'Iguazú. Il est bien plus important que celui de Posadas. Sa longueur de piste est de 3,300 mètres et en 2017, le trafic passagers a été de 1.001.151 voyageurs. Il permet aux nombreux touristes d'accéder rapidement à ces prestigieuses destinations que représentent les chutes et le parc national d'Iguazú.

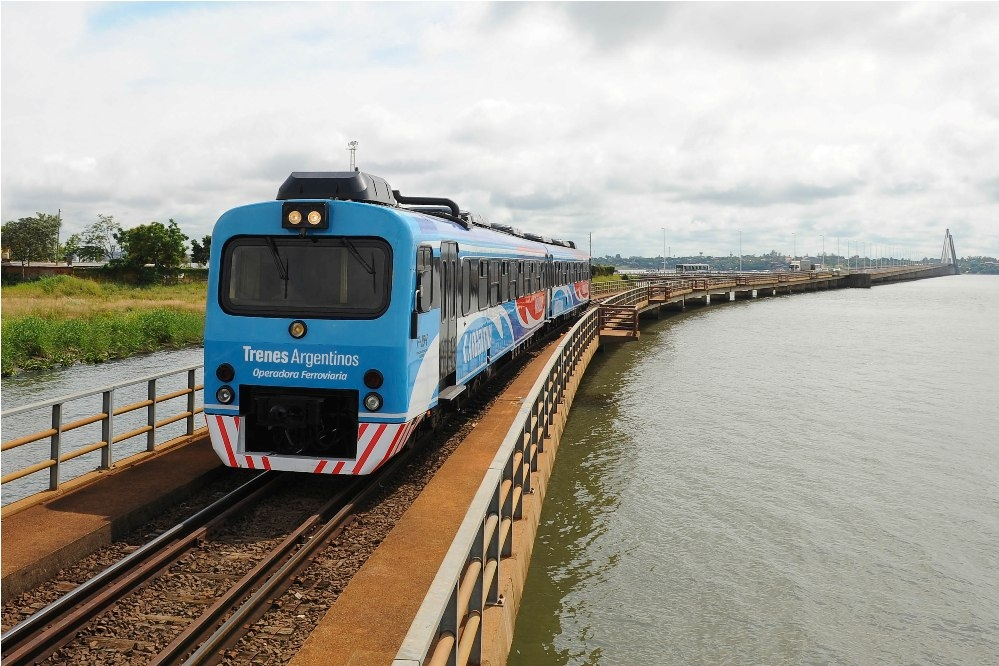
Le train binational Posadas-Encarnación traversant le pont frontalier Argentine-Paraguay.

Il offre des vols réguliers à destination de 
- Buenos Aires : Aéroport international Ministro Pistarini (7 vols par semaine)
- Buenos Aires : Aéroport Jorge-Newbery (58 vols par semaine)
- Córdoba : Aéroport international Ingeniero Ambrosio Taravella (7 vols par semaine)
- Mendoza : Aéroport international Gobernador Francisco Gabrielli. (5 vols par semaine)
- Rosario : Aéroport international Rosario Islas Malvinas (4 vols par semaine)
- Salta : Aéroport international Martín Miguel de Güemes

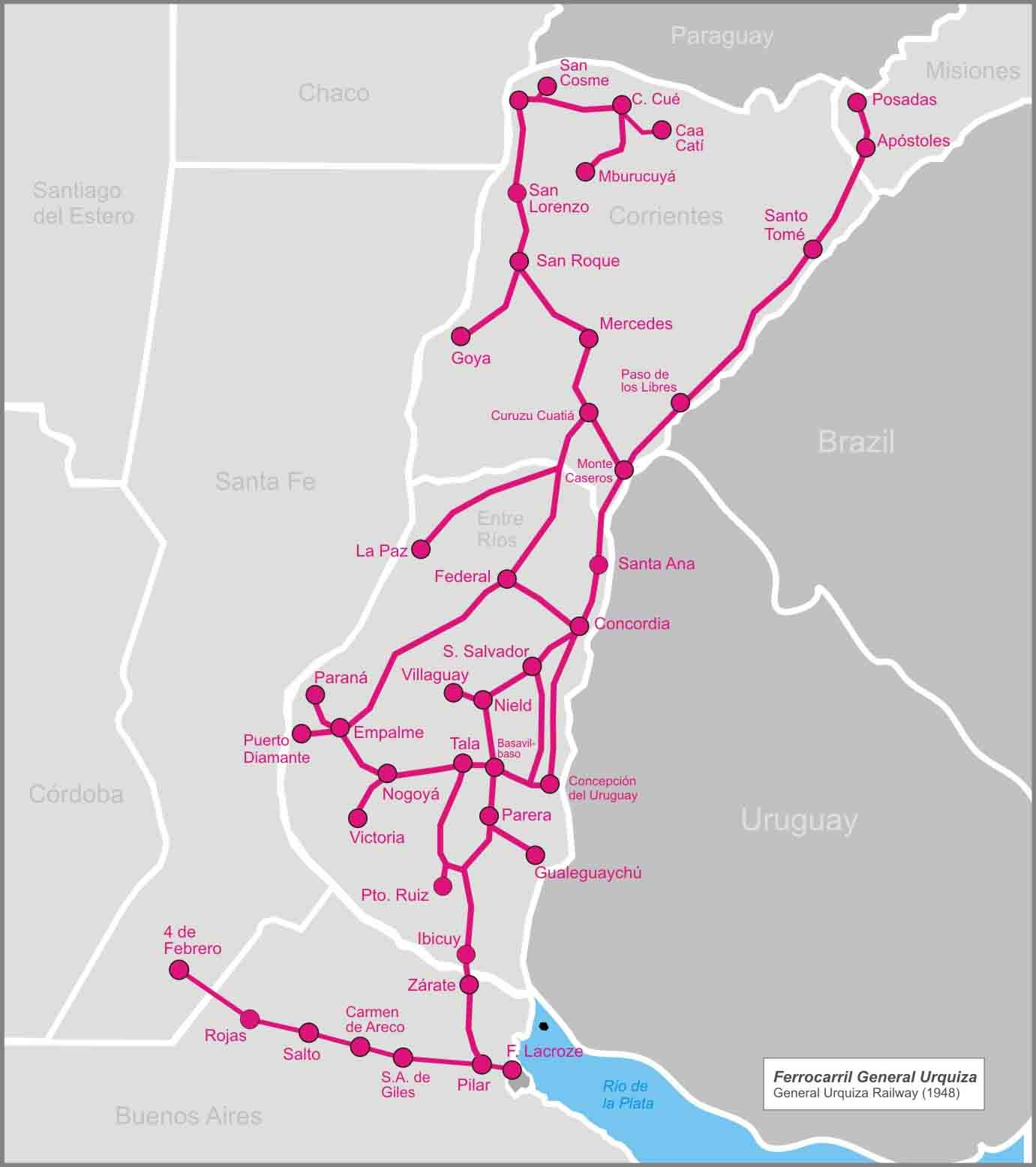
Carte du réseau du Chemin de fer General Urquiza.

### Par voie ferroviaire
La province est desservie par le Chemin de fer General Urquiza, qui possédait en 2 018 944 km de voies, unissant la province avec le reste de la zone de Mésopotamie argentine, et permettant d'accéder aux pays voisins c'est-à-dire le Paraguay et le Brésil.
Le réseau fut en fait démantelé fin du XXe siècle et quelque 1 000 km ont été mis hors d'usage. Actuellement, au départ du centre ferroviaire de Monte Caseros, en province de Corrientes, partent deux branches, l'une vers Corrientes et l'autre vers Posadas (province de Misiones).
Un train (Tren a Misiones) exista de décembre 2011 à mai 2012. Il allait de Buenos Aires à la gare d'Apóstoles en province de Misiones, ville toute proche de la frontière avec la province de Corrientes, distante de seulement 70 km de Posadas. Pour ce dernier trajet on mit en place un service de transfert par bus, ceci à cause de l'élévation du niveau du lac de barrage de Yacyretá. Une partie de ce secteur fut en effet noyée par la montée des eaux. En 2008 l'édifice original de la gare de Posadas fut démoli et reconstruit à l'identique sur un surplomb inaccessible aux trains, aujourd'hui Musée des Chemins de Fer et centre culturel. Une nouvelle gare, Apeadero Posadas, fut construite en 2014, à 700 mètres de l'ancienne.
La trame Apóstoles-Posadas est assurée par des bus gratuits pour les passagers.

## Climat

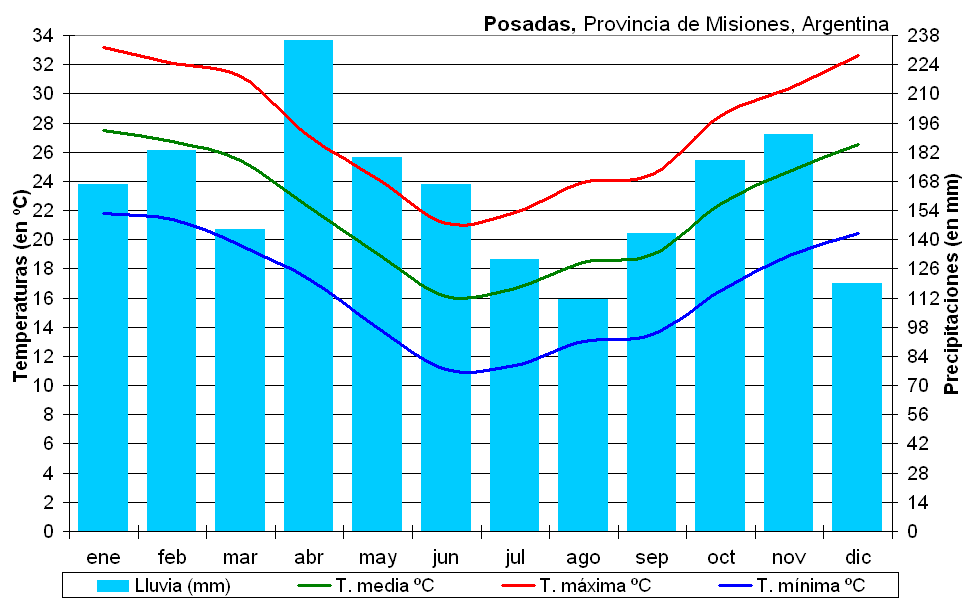
Climogramme de Posadas

Le climat de la province est subtropical sans saison sèche, et la province est de ce fait la plus humide du pays. L'humidité moyenne relative varie de 75 % à 90 % avec d'abondantes pluies nocturnes. Les températures moyennes oscillent de 16 °C pendant la saison « hivernale » à 25 °C pour les mois de janvier et de février, avec des pointes à 40 °C pendant le jour. Les vents prédominants viennent du nord-est, du sud-est et de l'est.
La végétation de la province est celle de la selva misionera (forêt missionnaire). Une bonne partie de cette forêt a été transformée par l'homme pour implanter des cultures ou des prairies d'élevage. Le biome d'origine est protégé dans le parc national d'Iguazú, ainsi que dans une série d'autres parcs et réserves provinciales.
| Mois                     | jan.  | fév.  | mars  | avril | mai   | juin  | jui.  | août  | sep. | oct.  | nov.  | déc.  | année   |
| ------------------------ | ----- | ----- | ----- | ----- | ----- | ----- | ----- | ----- | ---- | ----- | ----- | ----- | ------- |
| Température moyenne (°C) | 26,4  | 25,9  | 24,5  | 21,2  | 18,3  | 15,9  | 16,2  | 17,3  | 18,8 | 21,6  | 23,7  | 25,7  | 21,3    |
| Précipitations (mm)      | 156,4 | 157,3 | 142,5 | 154,8 | 140,5 | 131,6 | 103,6 | 111,9 | 141  | 177,7 | 156,5 | 150,9 | 1 724,7 |

Au pied des chutes d'Iguazú, à Puerto Iguazú dans le nord de la province, les données climatiques se présentent comme suit :  
| Mois                     | jan.  | fév.  | mars  | avril | mai   | juin  | jui.  | août  | sep.  | oct. | nov.  | déc.  | année   |
| ------------------------ | ----- | ----- | ----- | ----- | ----- | ----- | ----- | ----- | ----- | ---- | ----- | ----- | ------- |
| Température moyenne (°C) | 26    | 25,6  | 24,1  | 20,9  | 18    | 16,3  | 16    | 18    | 19,7  | 21,7 | 23,6  | 24,9  | 21,2    |
| Précipitations (mm)      | 172,6 | 174,1 | 114,8 | 199,9 | 184,3 | 154,4 | 131,3 | 124,4 | 137,2 | 182  | 209,5 | 134,6 | 1 919,1 |

A l'est de Posadas, au centre de la province, à Oberá, les précipitations sont encore plus abondantes, au point d'atteindre en moyenne 2,300 mm, soit près de quatre fois plus qu'à Paris ou trois fois plus qu'à Bruxelles. Cela explique la grande quantité de petits bassins versants de rivières petites et peu connues, au débit cependant assez important.
| Mois                | jan.  | fév.  | mars  | avril | mai | juin  | jui.  | août  | sep.  | oct.  | nov.  | déc.  | année   |
| ------------------- | ----- | ----- | ----- | ----- | --- | ----- | ----- | ----- | ----- | ----- | ----- | ----- | ------- |
| Précipitations (mm) | 181,8 | 215,6 | 158,6 | 235,1 | 252 | 163,9 | 138,8 | 175,8 | 153,7 | 179,2 | 217,3 | 230,6 | 2 302,4 |

Depuis le début des années 2000, il semble que le climat soit en train de changer de manière préoccupante dans cette province. Il y a en effet de moins en moins de jours froids et plus de périodes sèches - ce qui dans ce type de climat ne devrait pas exister. Cela semble dû au réchauffement global, mais aussi à la déforestation, que l'on a pratiquée pendant des décennies. Depuis le début des années 1990, des mesures de protection ont été prises dans le but d'assurer un usage rationnel des ressources naturelles. Mais il existe toujours dans certaines zones de la province des entreprises forestières qui pillent sans mesure, et certaines d'entre elles ont été expropriées. Un autre problème est le grand nombre de paysans qui abattent des portions de la forêt pour y pratiquer des cultures ou de l'élevage et pour s'installer avec leur famille ; ils dégradent ainsi la forêt et doivent tuer des animaux sauvages qui pourraient causer des dégâts dans les cultures et les troupeaux.

## Divisions administratives

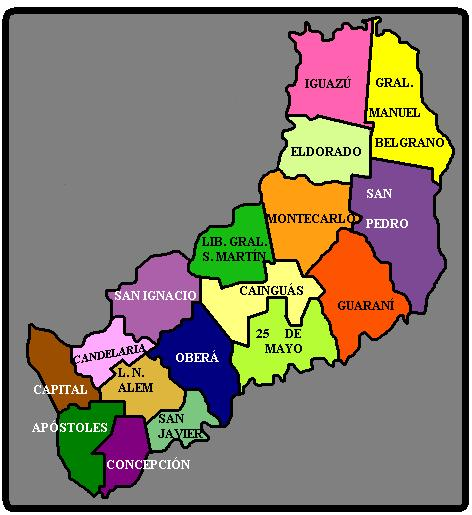
Les départements de la province de Misiones.

La province est subdivisée en 17 départements :
| Département                   | Superficie en km2 | Population en 2001 | Population en 2010 | Chef-lieu               |
| ----------------------------- | ----------------- | ------------------ | ------------------ | ----------------------- |
| Capital                       | 932               | 284 279            | 324 756            | Posadas                 |
| Apóstoles                     | 1 035             | 38 028             | 42 249             | Apóstoles               |
| Cainguás                      | 1 558             | 47 271             | 53 403             | Campo Grande            |
| Candelaria                    | 913               | 22 290             | 27 040             | Santa Ana               |
| Concepción                    | 752               | 9 085              | 9 577              | Concepcion de La Sierra |
| Eldorado                      | 1 927             | 67 726             | 78 221             | Eldorado                |
| General Manuel Belgrano       | 3 331             | 33 488             | 42 902             | Bernardo de Irigoyen    |
| Guaraní                       | 3 305             | 57 818             | 67 897             | El Soberbio             |
| Iguazú                        | 2 736             | 66 539             | 82 227             | Puerto Esperanza        |
| Leandro N. Alem               | 1 070             | 41 670             | 45 075             | Leandro N. Alem         |
| Libertador General San Martín | 1 451             | 42 440             | 46 561             | Puerto Rico             |
| Montecarlo                    | 1 770             | 34 073             | 36 745             | Montecarlo              |
| Oberá                         | 1 564             | 95 667             | 107 501            | Oberá                   |
| San Ignacio                   | 1 662             | 55 038             | 57 728             | San Ignacio             |
| San Javier                    | 640               | 19 187             | 20 906             | San Javier              |
| San Pedro                     | 3 426             | 23 736             | 31 051             | San Pedro               |
| Veinticinco de Mayo           | 1 629             | 27 187             | 27 754             | Alba Posse              |
| Total province                | 29 801            | 968 238            | 1 101 593          | Posadas                 |

La constitution de la province a été approuvée le 21 avril 1958.

En rouge, la région Grand nord argentin

## Région Grand nord argentin
Un traité interprovincial de création de la Región Norte Grande Argentino (Région Grand nord argentin), a été signé dans la ville de Salta, le 9 avril 1999, entre les provinces de Catamarca, Corrientes, Chaco, Formosa, Jujuy, Misiones, Tucumán, Salta  et Santiago del Estero.
L'objet primordial de ce traité est la création de la Región Norte Grande et la concrétisation de l'intégration des provinces du Nord-Ouest Argentin (NOA) et du Nord-Est Argentin (NEA), afin d'atteindre dans la réalité un système effectif de consensus et d'action conjointe entre les états signataires.
Le Conseil Régional du Norte Grande est l'organisme suprême de gouvernement régional, composé de l' Assemblée des Gouverneurs, de la Junte Exécutive et du Comité Coordinateur. Ce dernier est constitué par un représentant du NOA et un autre du NEA, les deux étant de plus membres de la Junte Exécutive.
La Commission Exécutive Interministérielle d'Intégration Régionale coordonne le processus d'intégration à partir des directives des organes supérieurs déjà mentionnés.

## Faune et flore

### La flore
Il y a encore actuellement quelque 945 000 hectares boisés dans la province, ce qui représente 35 % de son territoire. Afin d'éviter une réduction plus importante de cette surface, certaines organisations militent pour la promulgation de lois forestières plus rigoureuses.
Parmi les espèces les plus importantes on doit citer le cèdre missionnaire (cedrela fissilis vellozo), le lapacho (Tabebuia impetiginosa), le timbó (enterolobium contortisiliquum), l'ybira-pitá (peltophorum dubium), le pin du Paraná (araucaria angustifolia), le guatambú (balfourodendron riedelianum), le peteribí (cordia trichotoma), l'anchicho (parapiptadenia rigida), le palmito euterpe edulis (euterpe edulis), le cedro Maco ou cancharana (cabralea oblongifoliola ou cangerana), l'incienso (myrocarpus frondosus), le laurel blanc (nectandra lanceolata), le laurel noir (nectandra megapotamica), le palo rosa (2 espèces : tipuana tipu et aspidosperma polyneuron), le rabo-itá (lonchocarpus leucanthus), la maría preta (diatenopteryx sorbifolia), la mora blanca (alchornea iricurana), le palo rosa (Aspidosperma polyneuron) et l'urunday (astronium balansae).
Dans la réserve de biosphère Yabotí d'une superficie de 221 155 ha (presque aussi vaste que le département français de Rhône), on remarque la présence du laurel negro (Nectandra megapotamica), du guatambú blanco (Balfourodendron riedelianum), du yerba mate (Ilex paraguariensis), du guayubira (Patagonula americana), du marmelero (Ruprechtia laxiflora), du guabirá (Campomanesia xanthocarpa), de l'Yvyra piu ou María preta (Diatenopteryx sorbifolia), de la cancharana (Cabralea oblongifoliola), de la cerella (Eugenia involucrata), de l'anchico blanco (Albizzia hassleri), du loro blanco (Bastardiopsis densiflora), de la cacheta (Didymopanax morototoni).

Parmi les espèces de moindre taille, on peut voir le helecho arborescente ou chachí bravo (Cyathea atrovirens), le parí paroba (Piper geniculatum), l'ortiga brava (Urera baccifera), le canelón (Rapanea lorentziana), le tacuarembó (Chusquea ramosissima), et la liane aurore (Pyrostegia venusta), entre autres.
Dans la Reserva natural estricta San Antonio, on peut voir en outre l'alecrín (Holocalyx balansae), le chachi (Alsophila procera), la pariparoba (Piper gaudichaudianum), la ñandipá (Sorocea bonplandii), le chachí manso (Dicksonia sp.), des fougères comme le Doryopteris palmata ou le Doryopteris submarginalis, des graminées telles la Olyra latifolia et le Pharus glaber, et bien d'autres espèces encore.

### La faune

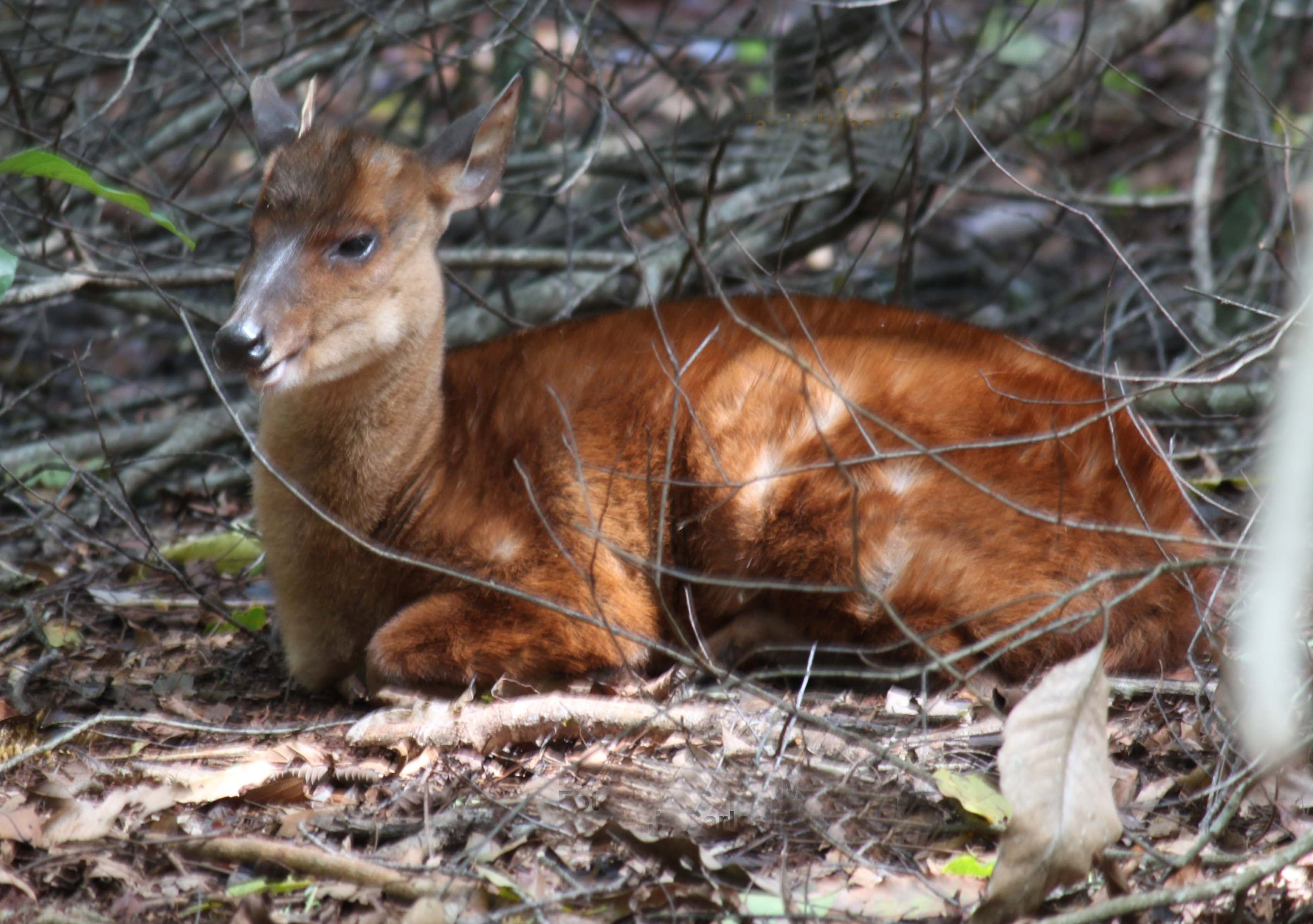
Mazama nana. Ce tout petit cervidé a une taille de plus ou moins 45 cm, et un poids variant entre 8 et 15 kilos.

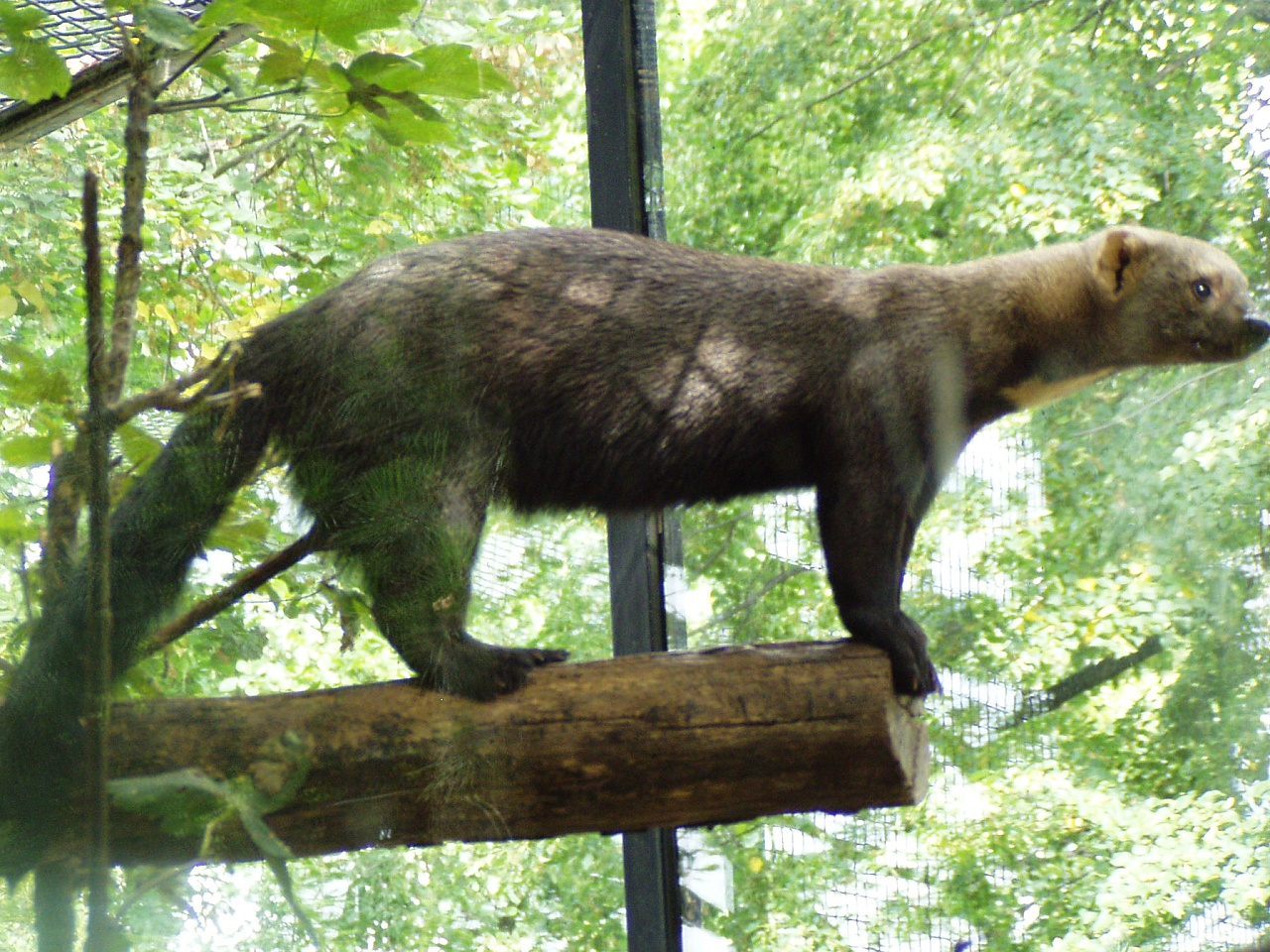
Martre à tête grise ou irará (Eira barbara).

Favorisée par l'importance historique de la forêt pluviale, la faune de la province est très riche et fort variée. Mais la disparition progressive et continuelle de la "Selva Misionera" a mis en danger d'extinction une grande quantité d'espèces.

#### Mammifères
La faune des mammifères comprend entre autres des espèces devenues très rares, telles le chien des buissons (speothos venaticus), l'ocelot (leopardus pardalis), le tatou géant (priodontes maximus), le loup à crinière (chrysocyon brachiurus), les singes hurleurs alouatta caraya (hurleur noir) et alouatta guariba (hurleur brun), le cerf des pampas (ozotoceros bezoarticus), la loutre néotropicale (lontra longicaudis), l'opossum aquatique (chironectes minimus), le jaguar (panthera onca), le tamanoir (myrmecophaga tridactyla), le tapir du Brésil (tapirus terrestris), le margay (leopardus wiedii), le jaguarondi (puma yagouaroundi). Parfaitement adaptés à la forêt dense et humide de la région, on trouve une série de mammifères de petite taille comme les coatis, les agoutis, les pacas et les tamanduas austraux ou fourmiliers à collier (tamandua tetradactyla).
Dans la réserve naturelle stricte San Antonio, on peut aussi voir des marsupiaux comme le cuica de agua (Chironectes minimus), la mbicuré-hú (Didelphis aurita), la comadrejita ágil (Gracilinanus agilis) et l'opossum appelé localement colicorto selvático (Monodelphis sorex). On trouve en outre le tatú-aí ou rabo-molle (Cabassous tatouay), le tatou à neuf bandes ou tatú-hú (Dasypus novemcinctus), le tatou à six bandes ou tatú-poyú (Euphractus sexcinctus), le gualacate ou tatú peludo (Euphractus sexcinctus. Parmi les primates, on peut surtout voir le sapajou noir (Sapajus nigritus cucullatus).
Autres mammifères : le renard des savanes (Cerdocyon thous), le jaguarondi (Herpailurus yaguarondi), le tirica (Leopardus guttulus), le puma (Puma concolor), le margay (Leopardus wiedii), la martre à tête grise ou irará (Eira barbara), le petit grison (Galictis cuja), le  coatí (Nasua nasua), le raton crabier (Procyon cancrivorus), le daguet rouge (Mazama americana), le daguet nain (Mazama nana), le tapetí ou lapin du Brésil (Sylvilagus brasiliensis), le pécari à lèvres blanches (Tayassu pecari) et le pécari à collier (Pecari tajacu).
Parmi les Chiroptères, citons la chauve-souris appelée Fer-de-lance à lunettes (Carollia perspicillata), la chauve-souris cara listada (Artibeus lituratus), la chauve-souris à épaules jaunes commune appelée aussi Sturnire fleur de lys (Sturnira lilium) et la chauve-souris rousse (Lasiurus boreales).
Depuis 1989, le jaguar, le tapir et le tamanoir sont devenus "Monument naturel provincial et d'intérêt public", de par la Loi no 2589 qui interdit chasse et possession de ces animaux sur tout le territoire de la province de Misiones.

#### Oiseaux
La province regorge littéralement d'oiseaux d'espèces très variées. En 1998, on a actualisé l'inventaire des espèces présentes dans le Parc national d'Iguazú. On en a dénombré quelques 453 espèces sur les 1.040 que comptait toute l'Argentine, soit plus ou moins 44% des espèces du pays, et ce dans une province ne dépassant guère 1% de la surface de ce dernier. On peut aussi comparer ce chiffre aux 1 580 espèces cataloguées dans tout le Brésil voisin. La province, et particulièrement la zone du Parc national d'Iguazú héberge de ce fait la plus grande richesse en oiseaux de toutes les aires protégées nationales,.
Parmi les oiseaux les plus notoires que l'on rencontre dans la province de Misiones, il faut citer l'aigle féroce (harpia harpyja), l'Aigle noir et blanc (Spizaetus melanoleucus), l'aigle orné (Spizaetus ornatus), la harpie huppée (Morphnus guianensis), le harle huppard (Mergus octosetaceus), le pénélope à front noir (Aburria jacutinga), le tinamou solitaire (Tinamus solitarius), l'ara chloroptère (Ara chloroptera), l'amazone vineuse (Amazona vinacea), l'amazone de Prêtre (Amazona pretrei), l'ara d'Illiger (Ara maracana). 

En outre cinq espèces de toucans vivent dans la province, dont le Ramphastos toco et le toucan à ventre rouge (Ramphastos dicolorus). 

Signalons enfin la présence en ces régions de nombreux merles à ventre roux ou « chalchaleros » (Turdus rufiventris), élu depuis peu oiseau-emblème brésilien.
Dans la réserve naturelle stricte San Antonio, on relève 220 d'espèces d'oiseaux : le tinamou solitaire (Tinamus solitarius), le tinamou brun (Crypturellus obsoletus), le tinamou à petit bec (Crypturellus parvorostris), le canard amazonette (Amazonetta brasiliensis), l'urubu noir (Coragyps atratus), l'urubu à tête rouge (Cathartes aura), le bec-en-croc de Cayenne (Leptodon cayanensis), le bec-en-croc de Temminck (Chondrohierax uncinatus), le naucler à queue fourchue (Elanoides  forticatus), le  milan bleuâtre (Ictinia plumbea), le grand épervier ou autour à ventre gris (Accipiter poliogaster), l'épervier à cuisses rousses (Accipiter erythronemius), la buse à gros bec (Buteo magnirostris), l'aigle noir et blanc (Spizastur melanoleucus), le caracara huppé (Polyborus plancus), le caracara à tête jaune (Milvago chimachina), le carnifex barré (Micrastur ruficollis), le carnifex à collier (Micrastur semitoquatus), le crécerelle d'Amérique (Falco sparverius), la pénélope péoa (Penelope superciliaris), la pénélope à front noir (Pipile jacutinga) le tocro uru (Odontophorus capueira), le râle de Cayenne (Aramides cajanea), le râle saracura (Aramides saracura), le râle noirâtre (Pardirallus nigricans), le vanneau téro (Vanellus chilensis), le pigeon picazuro (Columba picazuro), la pigeon rousset (Columba cayennensis), la tourterelle oreillarde (Zenaida auriculata), la colombe rousse (Columbina talpocoti), la colombe picui (Columbina picui), la colombe bleutée (Claravis pretiosa), la colombe de Verreaux (Leptotila verreauxi), la colombe à front gris (Leptotila rufaxilla), la colombe rouviolette (Geotrygon montana), le cuclillo canela (Coccyzus melacoryphus), le tingazú (Piaya cayana), l' ani à bec lisse (Crothophaga ani), le pirincho (Guira guira), le crespín (Tapera naevia), le yasiyateré grande (Dromococcyx phasianellus), le géocoucou pavonin (localement yasiyateré) chico (Dromococcyx pavoninus), le lechuza de campanario (Tyto alba), l' alicuco común (Otus choliba), la lechuza listada (Strix hylophila), le caburé chico (Glaucidium brasilianum), le lechuzón negruzco (Asio stygius).
On peut voir aussi des Caprimulgidae.
Les psittacidés sont très nombreux dans la province, et parmi eux on peut observer la conure pavouane (Aratinga leucophthalma), la conure de Vieillot ou chiripipé cabeza verde (Pyrrhura frontalis), le toui de Spix (catita enana) (Forpus xanthopterygius), le caïque mitré (Pionopsitta pileata), le loro maitaca (Pionus maximiliani), ou encore le loro vinoso (Amazona vinacea).
Les passeriformes (pájaros cantores ou oiseaux chanteurs) sont très nombreux dans la province. Citons le piprite verdin (Piprites chloris), la bailarine olivacée ou antriade verdâtre (Schiffornis virescens) et le manakin à longue queue (Chiroxiphia caudata), le grand tityre ou tityre gris (Tityra cayana), le petit tityre (Tityra inquisitor), l'anambé vert ou bécarde verte (Pachyramphus viridis), la bécarde à calotte rousse ou anambé castaño (Pachyramphus castaneus), la bécarde à ailes blanches ou anambé commun (Pachyramphus polychopterus) et le grand anambé (Pachyramphus validus), cela parmi des dizaines d'autres .

#### Reptiles
Parmi les reptiles, on trouve notamment le caïman à museau large (yacaré overo ou caiman latirostris) et le jacara ou yacaré negro.
Les reptiles abondent d'une manière générale. L'anaconda curiyú (eunectes notaeus) est assez fréquent. La province de Misiones héberge pas moins de six espèces de dangereux bothrops à savoir le bothrops jararaca, le bothrops jararacussu, la yarará grande, la yarará chica, le bothrops cotiara et le bothrops moojeni. Notons aussi quatre serpents corail du genre micrurus : le micrurus corallinus, l'allirostris, le micrurus frontalis mesopotamicus et le micrurus baliocoryphus. On y trouve également le serpent venimeux tomodon dorsatum, des iguanes et des lézards ; parmi ceux-ci l'iguane tégu (tupinambis teguixin). On note la présence de la tortue yabotí (tortue charbonnière à patte rouge ou geochelone carbonaria).

#### Amphibiens
La province bénéficie d'un climat humide et chaud, ce qui crée des conditions idéales pour une grande exubérance et diversité faunistique. C'est le cas pour les amphibiens qui y sont très nombreux. Citons les grenouilles Physalaemus biligonigerus ainsi que plusieurs espèces de Leptodactylus (Leptodactylus plaumanni, Leptodactylus mystacinus, Leptodactylus macrosternum, Leptodactylus labyrinthicus, Leptodactylus fuscus, Leptodactylus chaquensis, Leptodactylus gracilis, Leptodactylus latrans, Leptodactylus latinasus), ainsi que diverses grenouilles du genre Scinax : le Scinax granulatus, le Scinax fuscovarius et le Scinax fuscomarginatus.
On peut aussi observer les crapauds Rhinella schneideri, Rhinella azarai, Rhinella icterica, ainsi que Rhinella arenarum.

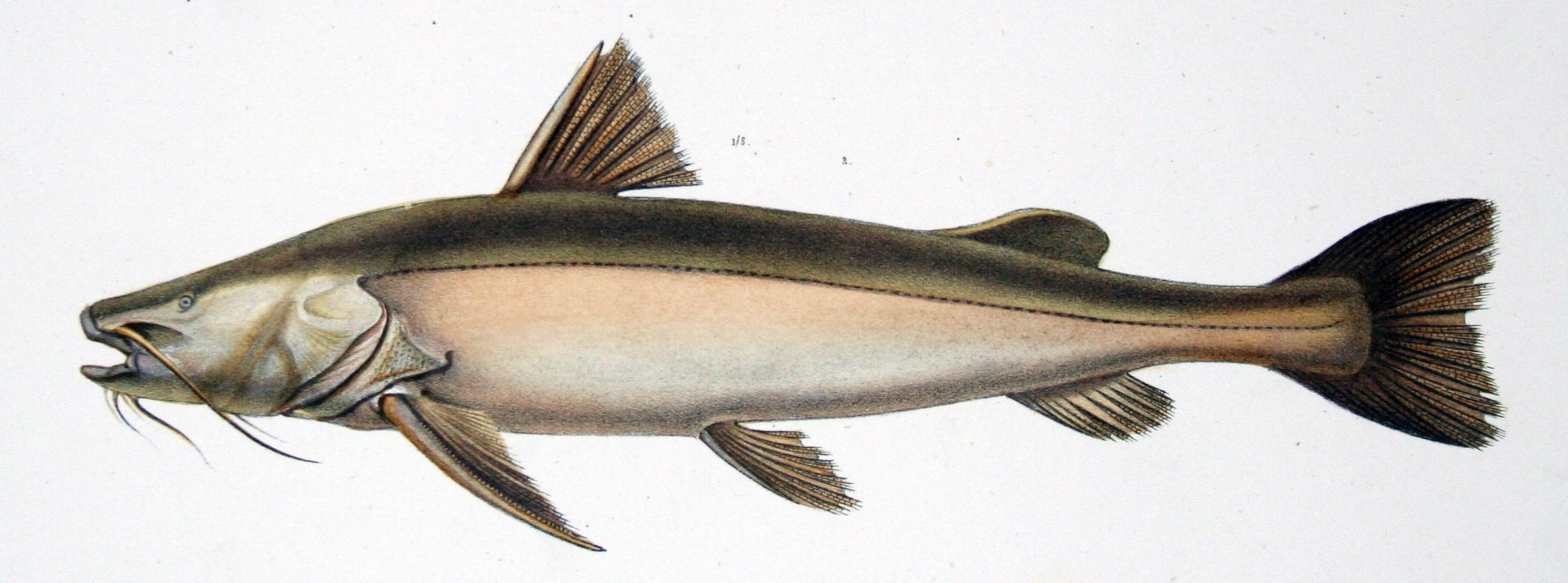
Zungaro zungaro ou manguruyú. Les mâles atteignent assez régulièrement 160 cm de long et peuvent peser 150 kg. Il leur arrive de renverser la barque de leurs poursuivants

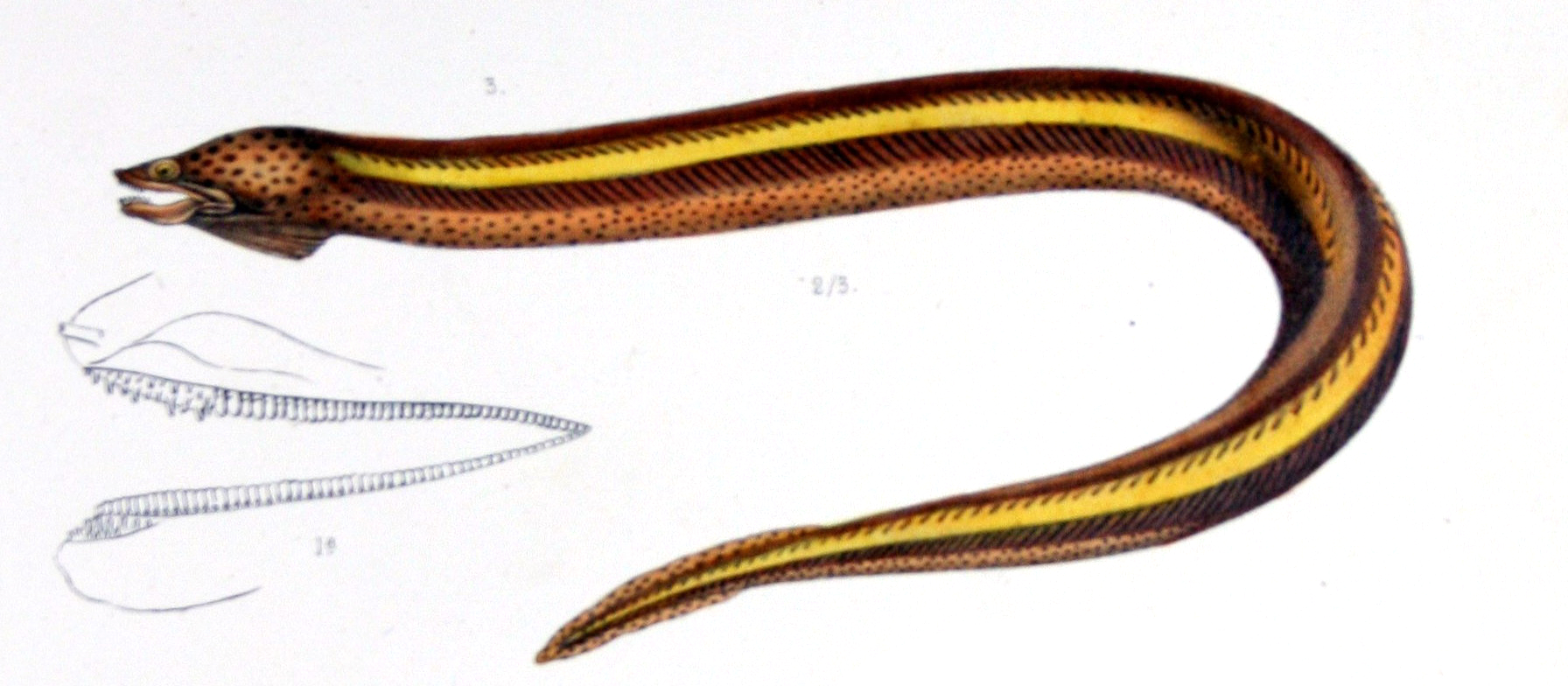
Fausse anguille ou anguila del lodo (Synbranchus marmoratus).

#### Poissons
L'ichtyofaune de la province, et principalement celle du grand cours d'eau qu'est le río Paraná, est d'une grande richesse.
Les poissons les plus typiques sont le pacú ou Piaractus mesopotamicus, le surubi ou Pseudoplatystoma, le manguruyú ou Paulicea huetkeni, le patí, le dorado (Salminus brasiliensis), le boga (ou Leporinus obtusidens), l'armado (Pterodoras granulosus, le tararira (ou Hoplias malabaricus).
Notons aussi la présence de piranhas ou pirañas, des espèces Serrasalmus aureus et Serrasalmus marginatus (appelés localement palometas). Les pirañas que l'on 
rencontre au printemps et en été dans le Paraná moyen, migrent en automne et passent l'hiver dans le haut Paraná et notamment sur le territoire de la province de Misiones.
On trouve également le manguruyú (Zungaro zungaro), le bagre jaune (Pimelodus maculatus), le bagre blanc (Pimelodus albicans), la chafalote ou machete (Rhapiodon vulpinus), la lisa (Mugil platanus), la manduvá (Ageneiosus brevifilis), le manduví ou silure-spatule (Sorubim lima), le pejerrey (0dontesthes bonariensis), la Pirá pitá (Brycon orbignyanus), la raie de rivière ou chucho de río (Potamotrygon motoro), la fausse anguille ou anguila del lodo (Synbranchus marmoratus) et des perches créoles (du genre Percichthys). On y trouve aussi des espèces importées comme la carpe (Cyprinus carpio) dans les étangs.

## Les missions jésuites
La province possède plusieurs missions jésuites construites aux XVIIe siècle et XVIIIe siècle dans la forêt tropicale.
Plusieurs de ces missions ont été déclarées Patrimoine de l'Humanité, à savoir (dans la province de Misiones) :
| Numéro de code | Nom de la mission           | Lieu actuel                             | Coordonnées                            | Année |
| -------------- | --------------------------- | --------------------------------------- | -------------------------------------- | ----- |
| 291-002        | San Ignacio Miní            | San Ignacio, département de San Ignacio | 27° 15′ 19″ S, 55° 31′ 54″ O           | 1984  |
| 291-003        | Nuestra Señora de Santa Ana | Santa Ana, département de Candelaria    | 27° 23′ 18,3438″ S, 55° 34′ 49,785″ O  | 1984  |
| 291-004        | Nuestra Señora de Loreto    | Cerro Corá, département de Candelaria   | 27° 19′ 56,6544″ S, 55° 31′ 12,687″ O  | 1984  |
| 291-005        | Santa María la Mayor        | Santa María, Département de Concepción  | 27° 53′ 29,7162″ S, 55° 20′ 42,5682″ O | 1984  |

## Aires protégées

### Parcs et réserves nationales
| Aire protégée                         | Catégorie                 | Département             | Superficie                                                                                              | Date de création  |  |
| ------------------------------------- | ------------------------- | ----------------------- | --- | ----------------- |  |
| Parc national d'Iguazú                | Parc national             | Iguazú                  | 67 620 ha: parc national et réserve naturelle stricte avec 59 945 ha et réserve nationale avec 7 675 ha | 29 septembre 1934 |  |
| Réserve naturelle stricte San Antonio | Réserve naturelle stricte | General Manuel Belgrano | 450 ha                                                                                                  | 10 octobre 1990   |  |
| Reserva de la biosfera Yabotí         | Réserve de biosphère      | San Pedro, Guaraní      | 221 155 ha                                                                                              | 26 août 1993      |  |

### Parcs et réserves provinciales
| Aire protégée                                            | Département                     | Superficie  | Date de création  |
| -------------------------------------------------------- | ------------------------------- | ----------- | ----------------- |
| Parc provincial de l'Urugua-í Dr. Honorio Rolón          | General Manuel Belgrano, Iguazú | 84 000 ha   | 5 octobre 1990    |
| Parque provincial del Moconá                             | San Pedro                       | 999 ha 64 a | 27 juin 1991      |
| Parque provincial Esperanza                              | Iguazú                          | 686 ha 48 a | 3 octobre 1991    |
| Parque provincial de la Sierra Ing. R. Martínez Crovetto | Apóstoles                       | 1088 ha     | 22 août 1996      |
| Parc provincial Horacio Foerster                         | General Manuel Belgrano         | 4981 ha     | 14 novembre 1996  |
| Parc provincial Piñalito                                 | San Pedro                       | 3805 ha     | 27 novembre 1997  |
| Parque provincial Uruzú                                  | Iguazú                          | 2494 ha     | 16 septembre 2004 |
| Parque provincial Puerto Península                       | Iguazú                          | 6829 ha     | 6 mai 2004        |
| Parque provincial Guarambocá                             | Guaraní                         | 2084 ha     | 9 mars 2006       |

## Population
Depuis 1895, la population de la province a évolué comme suit :
|                      | 1895      | 1914      | 1947       | 1960       | 1970       | 1980       | 1991       | 2001       | 2010       |
| -------------------- | --------- | --------- | ---------- | ---------- | ---------- | ---------- | ---------- | ---------- | ---------- |
| Province de Misiones | 33 163    | 53 563    | 246 396    | 361 440    | 443 020    | 588 977    | 788 915    | 968 238    | 1 101 593  |
| Total Argentine      | 4 044 911 | 7 903 662 | 15 893 811 | 20 013 793 | 23 364 431 | 27 949 480 | 32 615 528 | 37 156 195 | 40 091 359 |
| Pourcentage          | 0,82      | 0,67      | 1,55       | 1,80       | 1,89       | 2,10       | 2,35       | 2,60       | 2,74       |

La population de la province était estimée à 1 060 199 habitants en 2003 par l'Institut argentin des statistiques et des recensements (INDEC).
La croissance démographique a été très rapide tout au long du XXe siècle. En 1895, quelque 33 000 habitants seulement peuplaient la province, soit une densité de moins de 1 habitant/km2. Le rythme de la croissance démographique a ralenti au cours de la dernière décennie (2001-2010), mais il reste supérieur à la moyenne nationale. La part de la province dans la population du pays est passée de moins de un pour cent à 2,6 pour cent au cours du XXe siècle. Cela est étroitement lié à la forte fécondité de sa population. La robuste natalité observée dans la province — 25 635 naissances en 2000, et 26 775 en 2004, soit un taux de natalité de 26,4 pour mille, le plus élevé du pays — laisse entrevoir la poursuite d'une croissance démographique élevée dans les prochaines décennies.
Les projections de population effectuées par l'INDEC au début de ce siècle prévoyaient une population de 1 094 636 habitants en 2009 et 1 197 833 en 2015, soit un accroissement de quelque 17 000 personnes annuellement. La province aurait donc ainsi continué sa progression à un rythme de l'ordre de 1,5 % annuellement,.

### Évolution prévue jusque 2040
Ces prévisions ont de fait été plus ou moins confirmées par le recensement argentin de 2010. À la suite de ce dernier, l'INDEC a fait de nouvelles estimations prévisionnelles jusqu'en 2040. Il est prévu que le chiffre de la population de la province se montera alors à 1.484.840 habitants, soit une augmentation de l'ordre de 34-35 % par rapport à 2010, soit un peu plus que la moyenne nationale qui serait de l'ordre de 30 %. La croissance démographique de la province serait donc appelée - sauf imprévus économiques - à continuer de manière régulière quoique bien plus modérément que pendant les trois dernières décennies du XXe siècle (1970-2000), période durant laquelle elle avait plus que doublé.
Résumé de l'évolution du chiffre de la population, selon les prévisions de l'INDEC, concernant les prochaines décennies jusque 2040 : 
|                      | 2001       | 2010       | 2020       | 2030       | 2040       |
| -------------------- | ---------- | ---------- | ---------- | ---------- | ---------- |
| Province de Misiones | 968.238    | 1.101.593  | 1.261.294  | 1.387.184  | 1.484.840  |
| Total Argentine      | 36.260.130 | 40.091.359 | 45.376.763 | 49.407.265 | 52.778.477 |

La population est à 81 % catholique, rattachée au diocèse de Posadas.

### Les amérindiens
Le recensement de 2010 dénombrait dans la province 13.006 personnes se reconnaissant comme faisant partie d'une ethnie indigène, dont 4.260 Guaranis et 6.349 Mbyás Guaranis, les deux ethnies étant culturellement très proches.

## Économie

### Agriculture
En 1991, sur une population totale de 788 915 habitants, il y avait 295 498 ruraux, soit quelque 37,5 %. Dix ans après, en 2001, la population rurale avait très légèrement décru à 290 918 personnes, c'est-à-dire 30,05 % de la population de la province. C'est beaucoup plus que la moyenne argentine qui n'est que de 10,7 %.
Le plus grand apport à l'économie de la province provient de la forêt. L'exploitation du pin du Paraná, espèce protégée, est désormais interdite (il est considéré comme monument naturel). Les principales espèces exploitées sont désormais : le guatambú, le cèdre missionnaire, le petiribí, l'incienso (encens), la caña fístula (ou ybira-pitá), l'anchicho et le guayaibí (patagonula americana).

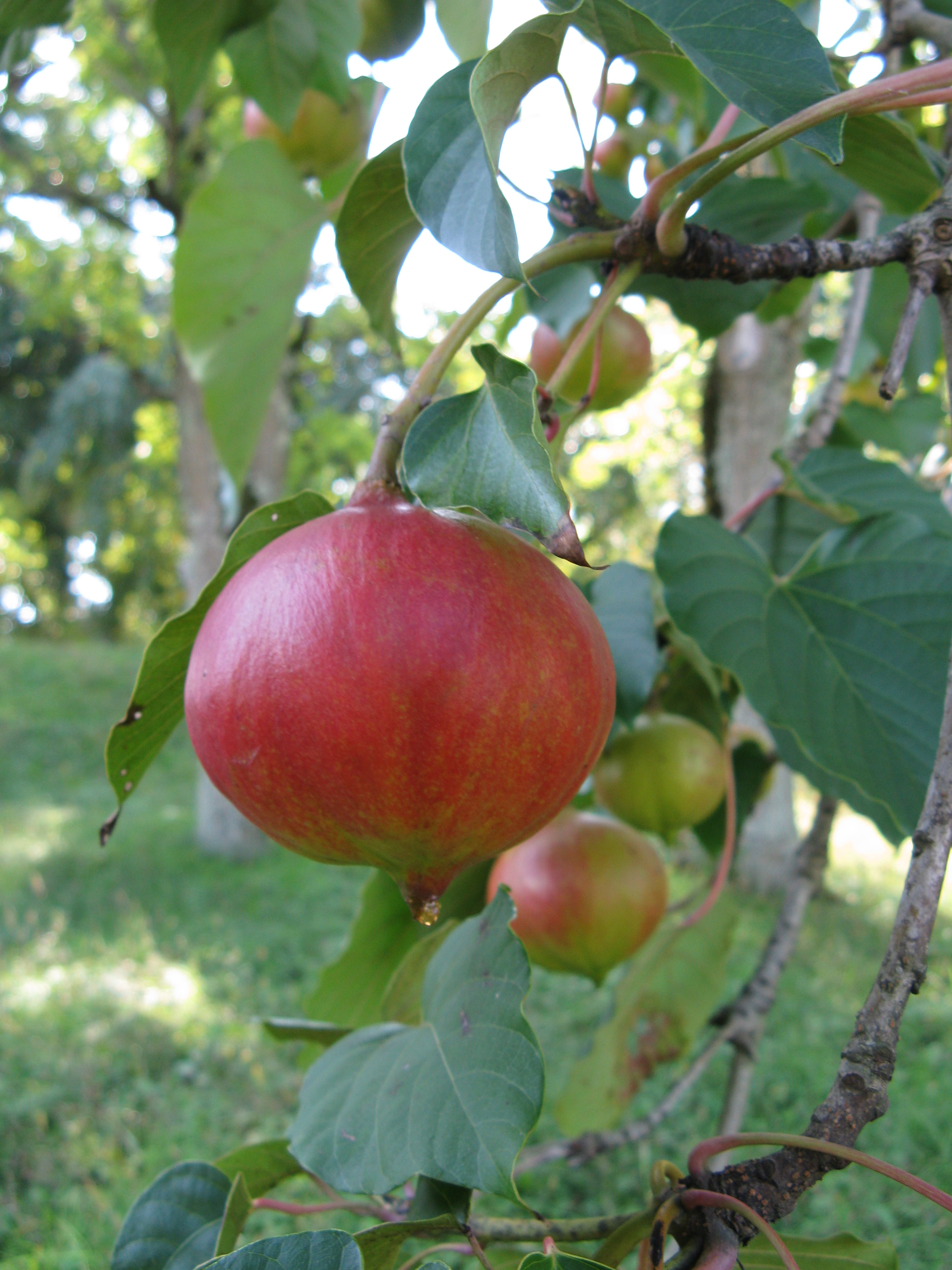
fruit du tung (Vernicia fordii)

Il y a en plus beaucoup de plantations de pins et d'eucalyptus. Il existe dans cette province des pépinières forestières et on construit à Posadas une bio-fabrique destinée à cloner en grande quantité des pins et d'autres arbres destinés aux industries du bois, de la pâte et du papier. On clonera aussi des plants d'ananas et d'autres végétaux destinés aux cultures.
Un autre ressource essentielle est constituée par les cultures agricoles. Les plus importantes sont celles du yerba mate, du thé et, dans une moindre mesure, du tabac, de la canne à sucre, du coton, du riz, du maïs, du café, de plantes aromatiques (tels la verveine odorante, le vétiver, la menthe japonaise et la citronnelle). Il y a aussi des plantations d'agrumes (mandarines, pamplemousses, citrons, citrons verts et oranges), de pastèques, de fraises, de melons, de pêches, de bananes, d'avocats, d'ananas et de papayes. On y cultive aussi le tung (vernicia fordii ou aleurites fordii), le soja, la vigne (rare), le manioc et différents légumes.
Dans la région de Santa Ana, on cultive des plantes médicinales et l'on a construit une pépinière pour améliorer leur production.
L'élevage dans la province est essentiellement celui des bovins. Parmi ceux-ci, c'est surtout de zébus qu'il s'agit, cette race étant mieux adaptée au climat. L'élevage de porcs est en expansion.
La pisciculture et l'aviculture se développent également, de même que la floriculture (orchidées, roses) et l'apiculture.

### Industries
L'industrie minière est peu importante. On extrait du sol certains matériaux de construction, du basalte, du cristal de roche et de faibles quantités de manganèse. Dans les environs de Wanda et de Puerto Libertad on extrait des pierres semi-précieuses : agates, améthystes et topazes (Mines Urugua-í).
L'agroindustrie et l'industrie forestière sont les principales activités du secteur secondaire. Il y a des séchoirs pour le yerba mate et le thé, des moulins pour le maté, des usines de traitement du riz et du maïs, des fabriques de fécule de manioc et des fabriques d'amidon (à partir de cette fécule de manioc). La province compte plusieurs usines textiles et de chaussures, quelques rares entreprises de produits lactés, des fabriques de médicaments, 
une sucrerie à San Javier. 

Une usine de traitement du coton existe à Leandro N. Alem. On trouve aussi des fabriques de briques, des usines d'empaquetage de fruits et de légumes, des 
manufactures de tabac. Il y a des fabriques de meubles, d'agglomérés, de poteaux, de poutres, de caisses, de balais et d'autres sous-produits du bois.

À partir des fruits, l'industrie des confitures et des gelées s'est développée, de même que l'élaboration de jus et de concentrés (à partir d'agrumes). L'élaboration de vins existe aussi sur base artisanale à Cerro Azul. 

Il y a des petites entreprises de distillation et de rectification d'huiles essentielles (aromatiques), que l'on utilise pour accroître la saveur des aliments et en parfumerie ; ces industries sont cependant absentes de la province. On extrait aussi l'huile de tung, utilisé pour fabriquer des peintures (qui sont produites hors de la province).
On distille aussi d'autres huiles. Certaines entreprises travaillent le cuir. 

Enfin, il existe plusieurs usines de fabrication de cellulose et de pâte à papier.

#### Industrie de la cellulose pour papier

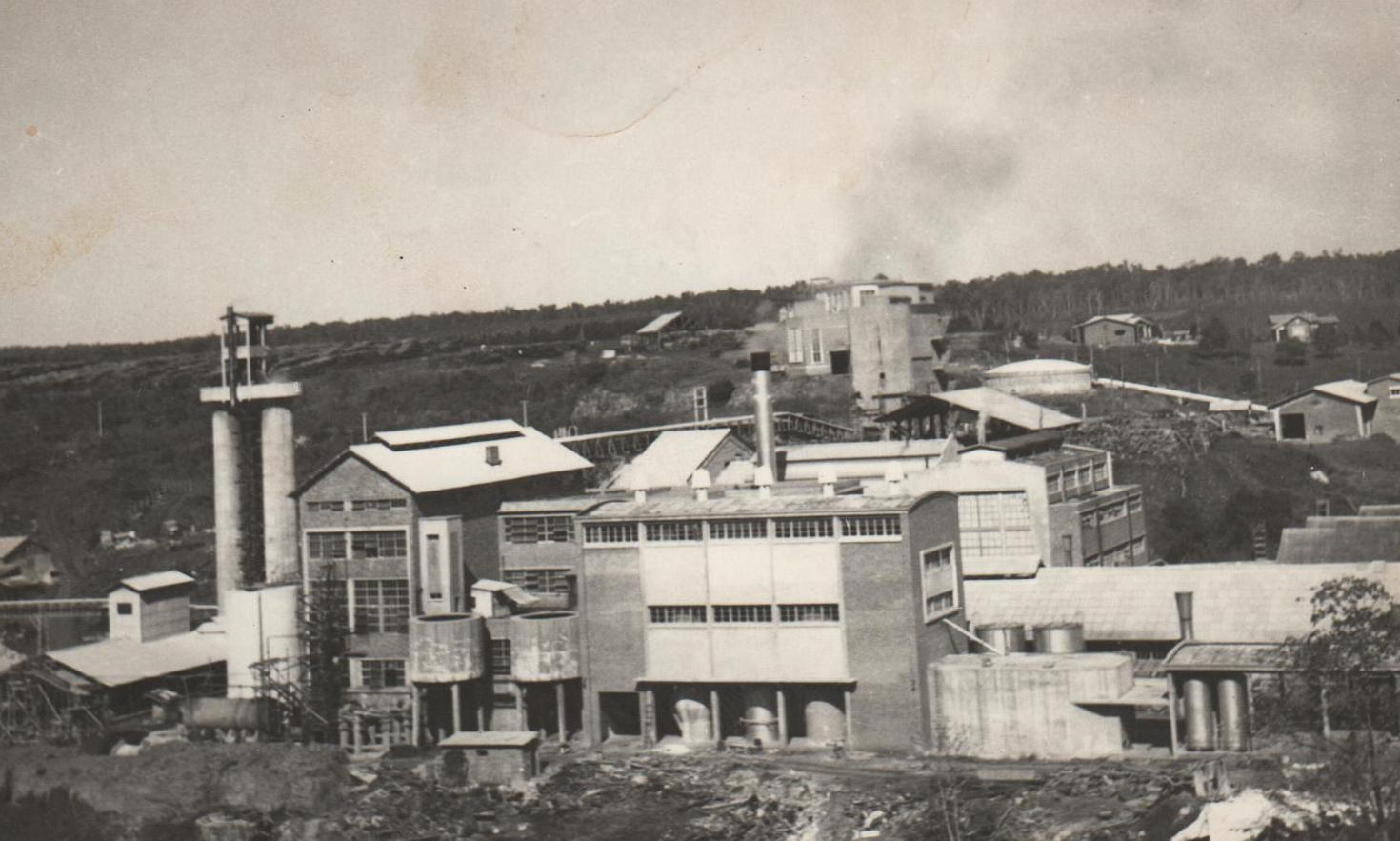
L'entreprise Celulosa Argentina SA, à Puerto Piray.

L'industrie de la cellulose et du papier a des effets profondément négatifs sur l'environnement. Non seulement elle est destructrice de forêts, et donc de toute une série d'espèces biologiques, mais elle pollue largement l'air et l'eau par ses effluents. La contamination principale pour ce genre d'industrie est due à la technologie de blanchiment. Celui-ci peut être effectué par utilisation du chlore élémentaire (rejeté par les normes internationales), libre de chlore élémentaire (ECF) ou totalement libre de chlore (TCF).
1. L'usine Alto Paraná SA de Puerto Esperanza est accusée par les spécialistes de l'environnement et les habitants de contaminer l'eau et l'air et de causer la destruction des belles forêts natives des environs. L'entreprise affirme cependant respecter les normes internationales. Technologie : ECF.
2. L'usine de cellulose Celulosa Argentina SA de Puerto Piray : l'entreprise est mise en cause par les habitants pour manque de traitement des effluents. La technologie utilise du chlore élémentaire. Les autorités envisagent la fermeture de l'usine, étant donné le haut degré de contamination.
3. L'usine Papel Misionero (à  Puerto Rico). Entreprise mise en cause par les environnementalistes du fait du manque de traitement des effluents. Technologie : TCF.

## Tourisme

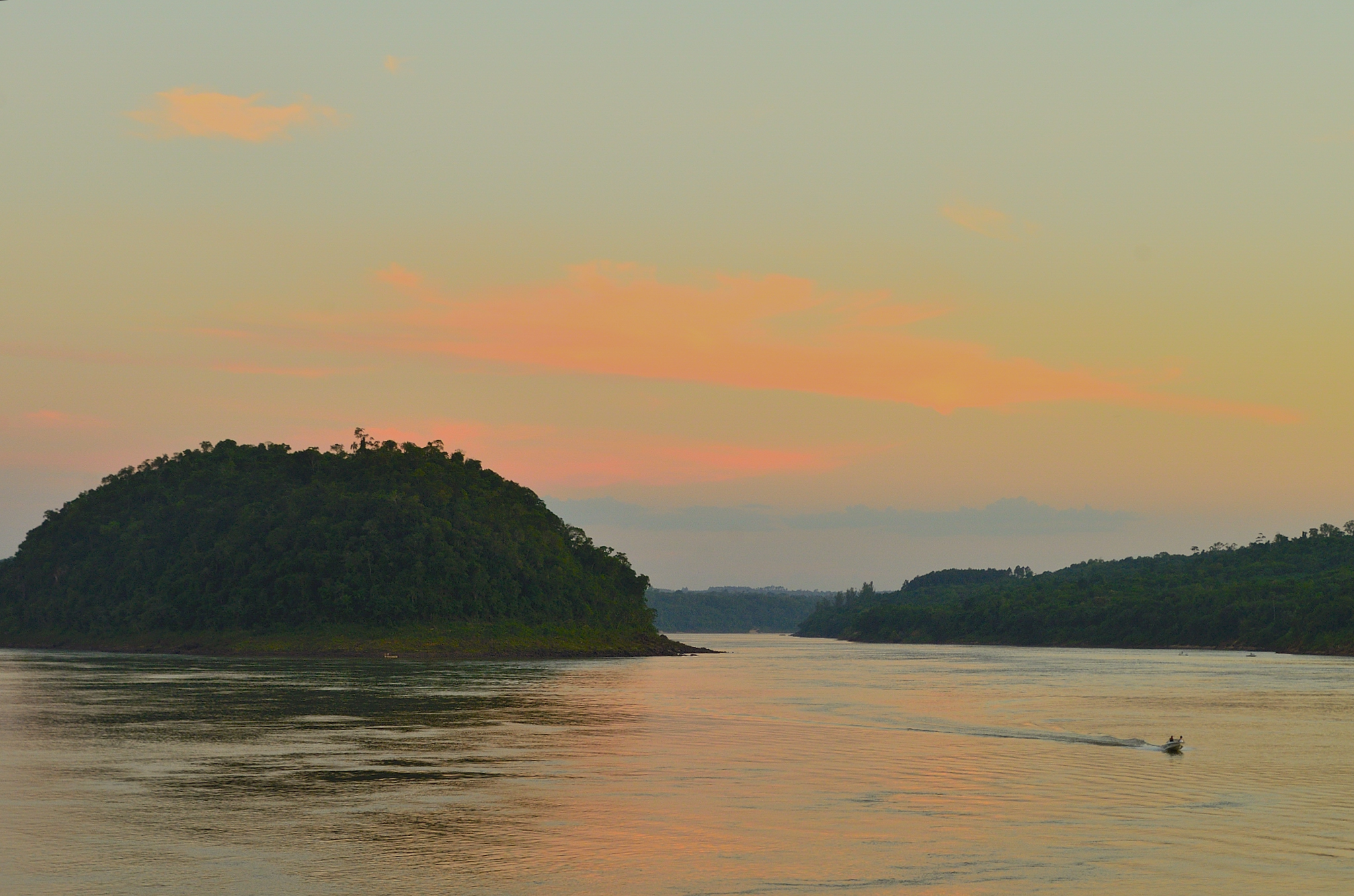
Le Paraná à Montecarlo.

- Les Chutes de l'Iguazú qui se trouvent à 18 km en amont de la ville de Puerto Iguazú, au nord du département homonyme.
- Le Parc national de l'Iguazú
- La Triple frontière
- Les Missions jésuites des Guaranis, surtout celle de San Ignacio. Celle-ci est la mieux conservée.
- La ville de Posadas
- La ville d' Oberá. Toute proche, la chute d'eau Salto Berrondo possède un complexe touristique situé à 9 km de la ville.
- Le Parc provincial Salto Encantado à Aristóbulo del Valle,
- Les Chutes de Moconá, à 80 km d'El Soberbio.
- La Gruta India, à Garuhapé
- Les Chutes de Tabaí dans les environs de Jardín América.
- La ville de Concepción de la Sierra
- La ville de Montecarlo
- La ville d'Eldorado
- La chute Salto Berrondo (près d'Oberá)
- L'île Isla Caraguata-í (près de Montecarlo)
- La ville de Puerto Iguazú, porte d'entrée du Parc national de l'Iguazú est en plus fort pittoresque. Elle possède un aéroport, une infrastructure touristique importante et un des aérodromes les plus fréquentés du pays. On y trouve aussi de beaux établissements culturels, tel le musée Museo Imágenes de la Selva contenant de superbes sculptures en bois local.

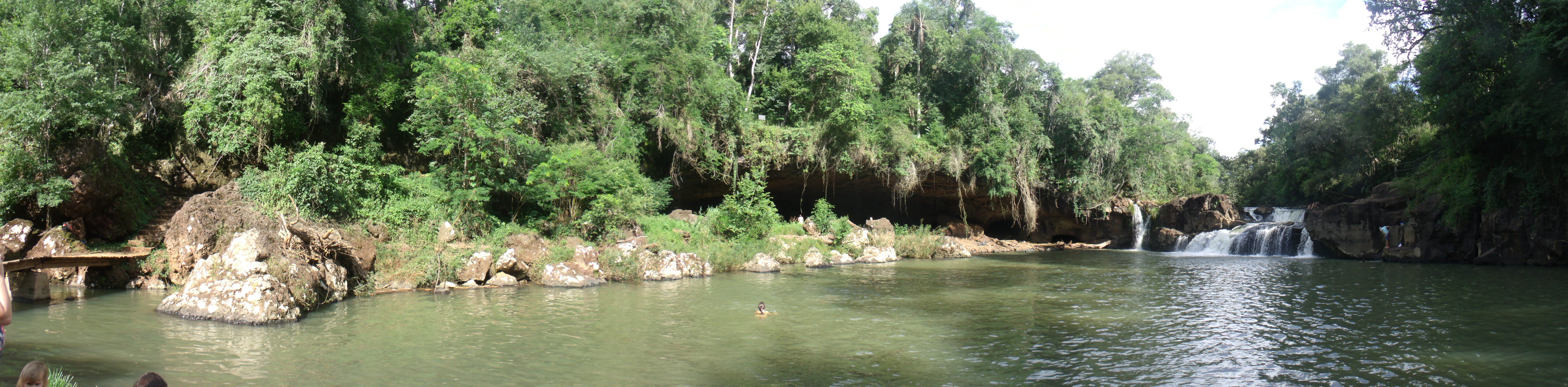
La Gruta India et la chute Salto 3 de Mayo à Garuhapé.

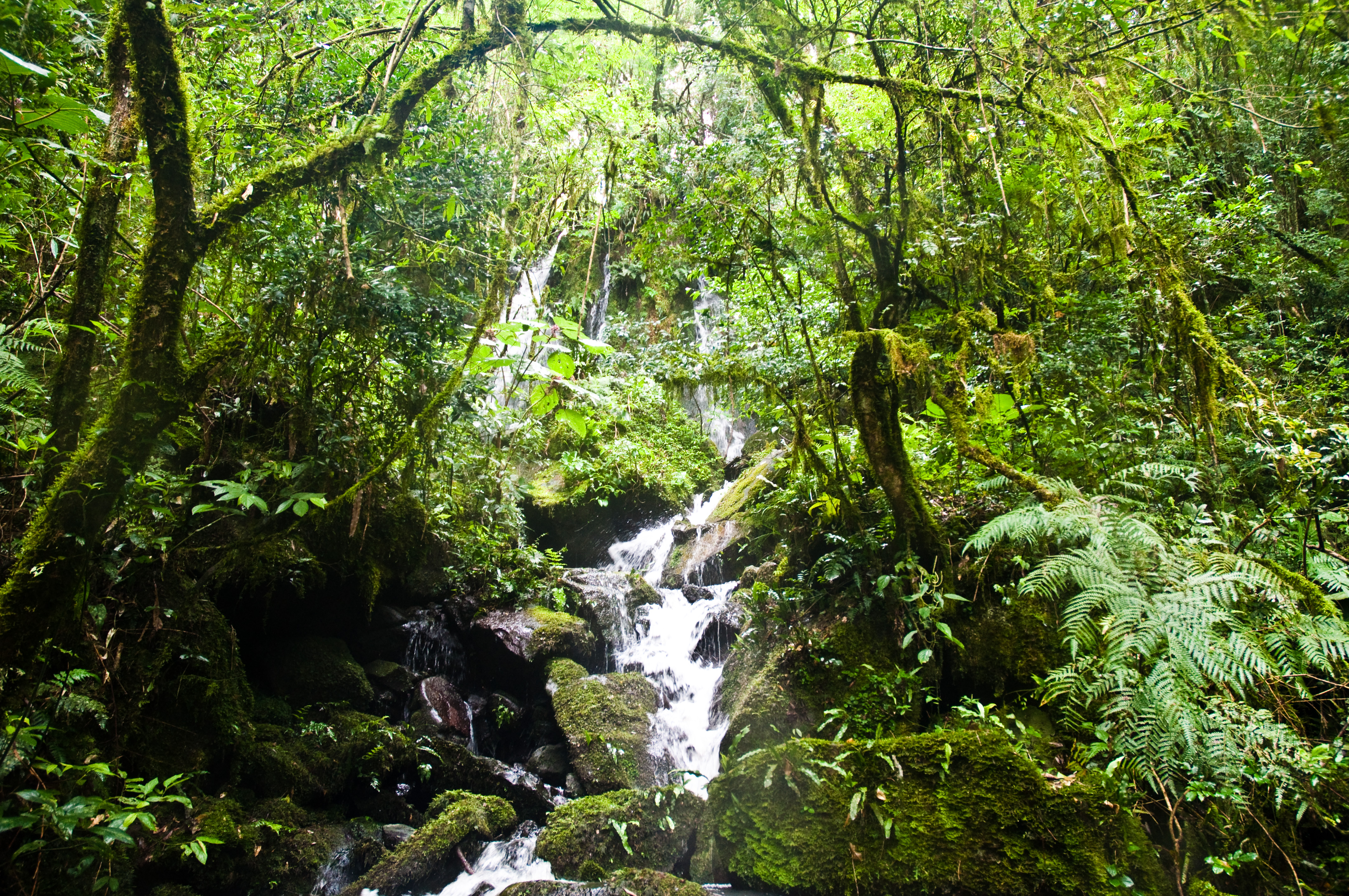
Vue prise dans la Réserve de biosphère Yabotí.

## Accord de coopération
- Pyrénées-Atlantiques (France) depuis 2012